# 영등포구 을 (1973년 선거구)
영등포구 을은 대한민국의 옛 국회의원 선거구이다. 당시 서울특별시 영등포구의 일부 지역을 관할했다.

## 역사
제9대 국회의원 선거를 앞두고 영등포구 병 선거구와 영등포구 정 선거구가 통합되면서 신설되었다.
1977년 9월, 염창동·목동·등촌동·화곡동·신월동·마곡동·가양동·내발산동·외발산동·공항동·방화동·개화동·과해동·오곡동·오쇠동·신정동이 강서구로 분구되었다. 이에 제10대 국회의원 선거를 앞두고 강서구로 분구된 지역들이 강서구 선거구로 떨어져 나가게 되었다. 또한 남은 지역들은 영등포구 갑 선거구와 합쳐져 영등포구 단일 선거구를 이루게 되면서 폐지되었다.

## 역대 국회의원
| 선거   | 정당 | 정당   | 1위 의원 | 정당 | 정당       | 2위 의원 |
| ------ | ---- | ------ | -------- | ---- | ---------- | -------- |
| 1973년 |      | 신민당 | 박한상   |      | 민주공화당 | 강병규   |

## 역대 선거 결과

### 대한민국 제9대 국회의원 선거
|  | 37.89% |

|  | 35.12% |

|  | 10.91% |

|  | 10.47% |

|  | 5.58% |